# Royale Union Jemappes-Flénu
Royale Union Jemappes-Flénu was een Belgische voetbalclub uit Jemappes. De club was bij de KBVB aangesloten met stamnummer 136. De clubkleuren waren zwart en rood. De club speelde bijna twee decennia op nationaal niveau. Uiteindelijk ging de club op in een fusie met RAEC Mons.

## Geschiedenis
Union Jemappienne werd opgericht in 1921. De club trad toe tot de KBVB en kreeg het stamnummer 136 toegekend. In 1927 bereikte de club voor het eerst de nationale reeksen. Dat eerste seizoen degradeerde de club meteen. Union Jemappienne promoveerde echter onmiddellijk weer. Ditmaal kon men zich langer handhaven in Bevordering. Pas in 1936 volgde een nieuwe degradatie. Na een aantal seizoen kon men opnieuw promoveren. Tijdens Wereldoorlog II eindigde men steeds op de middenmoot. De volgende degradatie volgde in 1947. De club kreeg de koninklijke titel in 1951 en werd Royale Union Jemappienne. Begin jaren '50 speelde men nog vijf seizoenen in Vierde klasse. Bij de degradatie in 1957 zou het bijna vier decennia duren vooraleer de club weer kon promoveren naar Vierde klasse (in 1995). Enkele jaren voordien ging de club een fusie aan met FC Flénu Sport en werd Royale Union Jemappes-Flénu. In 1998 verdween de club doordat deze opging in een fusie met RAEC Mons.

## Resultaten
| Seizoen                       | Klasse | Klasse | Klasse | Klasse | Klasse | Klasse | Klasse | Klasse | Reeks                                     | Punten                                    | Opmerkingen                                                  |                                           |
|                               | I      | II     | III    | P.I    | P.II   | P.III  | P.IV   |        |                                           |                                           |                                                              |                                           |
| ----------------------------- | ------ | ------ | ------ | ------ | ------ | ------ | ------ | ------ | ----------------------------------------- | ----------------------------------------- | ------------------------------------------------------------ | ----------------------------------------- |
| Provinciaal voetbal tot 1927  |        |        |        |        |        |        |        |        |                                           |                                           |                                                              |                                           |
| 1927/28                       |        |        | 13     |        |        |        |        |        | Bevordering B                             | 11                                        |                                                              |                                           |
| 1928/29                       |        |        |        | ?      |        |        |        |        | Eerste prov. Hen.                         | ?                                         |                                                              |                                           |
| 1929/30                       |        |        | 11     |        |        |        |        |        | Bevordering B                             | 15                                        | Winst in testwedstrijd voor behoud tegen FC Humbeek met 2-1. |                                           |
| 1930/31                       |        |        | 8      |        |        |        |        |        | Bevordering B                             | 26                                        |                                                              |                                           |
| 1931/32                       |        |        | 5      |        |        |        |        |        | Bevordering B                             | 31                                        |                                                              |                                           |
| 1932/33                       |        |        | 13     |        |        |        |        |        | Bevordering B                             | 11                                        |                                                              |                                           |
| 1933/34                       |        |        | 10     |        |        |        |        |        | Bevordering B                             | 25                                        |                                                              |                                           |
| 1934/35                       |        |        | 5      |        |        |        |        |        | Bevordering C                             | 26                                        |                                                              |                                           |
| 1935/36                       |        |        | 12     |        |        |        |        |        | Bevordering D                             | 22                                        |                                                              |                                           |
| Provinciaal voetbal tot 1942  |        |        |        |        |        |        |        |        |                                           |                                           |                                                              |                                           |
| 1942/43                       |        |        | 9      |        |        |        |        |        | Bevordering B                             | 18                                        |                                                              |                                           |
| 1943/44                       |        |        | 7      |        |        |        |        |        | Bevordering C                             | 24                                        |                                                              |                                           |
| 1944/45                       |        |        |        |        |        |        |        |        |                                           |                                           | Geen competitie door Wereldoorlog II.                        |                                           |
| 1945/46                       |        |        | 7      |        |        |        |        |        | Bevordering C                             | 37                                        |                                                              |                                           |
| 1946/47                       |        |        | 15     |        |        |        |        |        | Bevordering D                             | 27                                        |                                                              |                                           |
| Provinciaal voetbal tot 1952  |        |        |        |        |        |        |        |        |                                           |                                           |                                                              |                                           |
|                               | I      | II     | III    | IV     | P.I    | P.II   | P.III  | P.IV   | Vanaf 1952/53 zijn er 4 nationale niveaus | Vanaf 1952/53 zijn er 4 nationale niveaus | Vanaf 1952/53 zijn er 4 nationale niveaus                    | Vanaf 1952/53 zijn er 4 nationale niveaus |
| 1952/53                       |        |        |        | 6      |        |        |        |        | Vierde Klasse D                           | 31                                        |                                                              |                                           |
| 1953/54                       |        |        |        | 4      |        |        |        |        | Vierde Klasse C                           | 31                                        |                                                              |                                           |
| 1954/55                       |        |        |        | 7      |        |        |        |        | Vierde Klasse B                           | 30                                        |                                                              |                                           |
| 1955/56                       |        |        |        | 12     |        |        |        |        | Vierde Klasse A                           | 26                                        |                                                              |                                           |
| 1956/57                       |        |        |        | 16     |        |        |        |        | Vierde Klasse B                           | 13                                        |                                                              |                                           |
| Provinciaal voetbal tot 1995  |        |        |        |        |        |        |        |        |                                           |                                           |                                                              |                                           |
| 1995/96                       |        |        |        | 15     |        |        |        |        | Vierde Klasse A                           | 22                                        |                                                              |                                           |
| Provinciaal voetbal tot 1998. |        |        |        |        |        |        |        |        |                                           |                                           |                                                              |                                           |